# Abbath (албум)
Abbath е дебютен студиен албум на едноименната норвежка блек метъл група. Издаден е на 22 януари 2016 г. от Season of Mist.

## Обща информация
Композициите в албума са предназначени първоначалано за следващ албум на Immortal, но когато Абат напуска през 2015 г. ги използва за себе си. На 12 януари 2016 г. целият албум е достъпен безплатно за слушане в интернет.

## Състав
- Абат Дуум Окулта – вокали, китара, бас в „Riding on the Wind“
- Кинг ов Хел – бас
- Криейчър – барабани

### Допълнителен персонал
- Оле Андре Фарстад – китара в „To War“, „Count the Dead“, „Fenrir Hunts“
- Гиер Братланд – клавири (без „Ocean of Wounds“)
- Хербранд Ларсен – клавири в „Ocean of Wounds“

## Песни
| 1.    | To War!                                    | 5:35 |
| 2.    | Winter Bane                                | 6:49 |
| 3.    | Ashes of the Damned                        | 3:51 |
| 4.    | Ocean of Wounds                            | 4:44 |
| 5.    | Count the Dead                             | 4:57 |
| 6.    | Fenrir Hunts                               | 4:38 |
| 7.    | Root of the Mountain                       | 5:40 |
| 8.    | Endless                                    | 4:36 |
| 9.    | Riding on the Wind (кавър на Judas Priest) | 3:04 |
| 10.   | Nebular Ravens Winter (кавър на Immortal)  | 4:16 |
| 48:10 |                                            |      |